# نیروگاه هسته‌ای گسگن
نیروگاه هسته‌ای گسگن  (به آلمانی Kernkraftwerk Gösgen  یا  KKG و به فرانسوی  nucléaire de Gösgen) یکی از پنج نیروگاه هسته‌ای کشور سوئیس است. این نیروگاه در ایالت سولوتهورن میان رودهای آر، اولتن و آراو ساخته شده‌است. این نیروگاه، نخستین نیروگاه سوئیس است که از مرز ۱۰۰۰ مگاوات تولید ناخالص انرژی گذشت.
مدیریت اجرایی این نیروگاه از نوامبر ۱۹۷۹ تابه‌حال بر عهده شرکت  Kernkraftwerk Gösgen-Däniken AG   است.

## تاریخچه
در دهه ۱۹۶۰ و بر اثر پیشرفت‌های اقتصادی و همچنین افزایش جمعیت  و در زمانی که دیگر تولید نیروگاههای تولید برق آبی (هیدروالکتریک) پاسخگوی میزان مصرف انرژی نبود شرکت‌های تولید انرژی در سوئیس تصمیم به ساخت نیروگاههای حرارتی  گرفتند. اما مشاور فدرال سوئیس در آن‌زمان؛ ویلی اشپوهلر که یکی از طرفداران پروپا قرص بهره‌گیری از نیروی اتمی بود زمینه ایجاد نیروگاه‌های هسته‌ای را پس از  نیروگاه‌های هیدرولیک در این کشور فراهم نمود.
از پس همین جریانات بود که راکتورهای بزنو ۱ در سال ۱۹۶۹، بزنو ۲ به سال ۱۹۷۱ و پس از آن نیروگاه هسته‌ای موهله‌برگ به سال ۱۹۷۲ بنیاد نهاده شد.
از سال ۱۹۶۶ منطقه گسگن به عنوان جایگاه سومین نیروگاه اتمی سوئیس برگزیده شده بود. پس از تشکیل کنسرسیوم مطالعات و پژوهش‌ها برای ساخت این نیروگاه، عملیات اجرایی آن در ماه مه ۱۹۶۹ آغاز گردید و در ماه مارس ۱۹۷۱ سیستم خنک‌کننده نیروگاه دگرگونی‌هایی پیدا کرد. این دگرگونی‌ها به درخواست شورای فدرال سوئیس برای استفاده از  سیستم برج خنک‌کننده(با استفاده از آب رودخانه آر) صورت گرفت.
در اکتبر ۱۹۷۲ با نقشه‌های نهایی موافقت شد و پروانه ساخت این نیروگاه از طرف شهرداری دانیکن (Däniken) و گرتزن باخ (Gretzenbach) در ابتدای ۱۹۷۳ صادر گردید.
کار ساخت این نیروگاه به شرکت کرافت ورک یونیون (Kraftwerk Union)واگذار شد که شاخه‌ای از شرکت زیمنس می‌باشد.
در ژانویه سال ۱۹۷۹ این نیروگاه به شبکه برق سوئیس وصل شد.
با وجود تستهای عملی انجام شده و پس از حادثه تری مایل آیلند در آمریکا، شورای فدرال سوئیس قوانین بازرسی نیروگاه‌ها را بازبینی کرده و تغییر داد که در نهایت نیازمند کنترل امنیتی بیشتر بر روی نیروگاه را مطالبه می‌کرد.
فوزیون قسمتی از قلب راکتور آبی فشرده (به انگلیسی: Pressurized-Water Reactor) آمریکا، بهره‌برداری از این نیروگاه را تا نوامبر ۱۹۷۹ به تأخیر انداخت. 
این نیروگاه که دوره بهره‌برداری از آن نزدیک به ۶۰ سال  تخمین زده شده بود باید همچنان تولید برق را برای چند دهه ادامه دهد. اکنون این نیروگاه تنها به اندازه نیمی از قدرت عملیاتی خود برق تولید می‌کند و هنوز نه تصمیمی برای خاموش کردن این نیروگاه گرفته شده و نه حتی هیچ برنامه جایگزین انرژیی برای پس از خاموش نمودن این نیروگاه در نظر گرفته نشده‌است.

## رویدادها
در جدول زیر رویدادها و پیشامدهای این نیروگاه آمده‌است. که بر اساس مقیاس اینس(INES) اندازه گیره شده اند
| سال  | بزرگی رویداد برپایه مقیاس اینس (INES) | بزرگی رویداد برپایه مقیاس اینس (INES) | بزرگی رویداد برپایه مقیاس اینس (INES) | بزرگی رویداد برپایه مقیاس اینس (INES) | بزرگی رویداد برپایه مقیاس اینس (INES) | بزرگی رویداد برپایه مقیاس اینس (INES) | بزرگی رویداد برپایه مقیاس اینس (INES) | بزرگی رویداد برپایه مقیاس اینس (INES) | جمع |
| ---- | ------------------------------------- | ------------------------------------- | ------------------------------------- | ------------------------------------- | ------------------------------------- | ------------------------------------- | ------------------------------------- | ------------------------------------- | --- |
| سال  | ۰                                     | ۱                                     | ۲                                     | ۳                                     | ۴                                     | ۵                                     | ۶                                     | ۷                                     | جمع |
| ۲۰۰۹ | ۲                                     | ۱                                     | ۰                                     | ۰                                     | ۰                                     | ۰                                     | ۰                                     | ۰                                     | ۳   |
| ۲۰۰۸ | ۳                                     | ۰                                     | ۰                                     | ۰                                     | ۰                                     | ۰                                     | ۰                                     | ۰                                     | ۳   |
| ۲۰۰۷ | ۱                                     | ۰                                     | ۰                                     | ۰                                     | ۰                                     | ۰                                     | ۰                                     | ۰                                     | ۱   |
| ۲۰۰۶ | ۳                                     | ۰                                     | ۰                                     | ۰                                     | ۰                                     | ۰                                     | ۰                                     | ۰                                     | ۳   |
| ۲۰۰۵ | ۵                                     | ۰                                     | ۰                                     | ۰                                     | ۰                                     | ۰                                     | ۰                                     | ۰                                     | ۵   |
| ۲۰۰۴ | ۱                                     | ۰                                     | ۰                                     | ۰                                     | ۰                                     | ۰                                     | ۰                                     | ۰                                     | ۱   |
| ۲۰۰۳ | ۲                                     | ۰                                     | ۰                                     | ۰                                     | ۰                                     | ۰                                     | ۰                                     | ۰                                     | ۲   |
| ۲۰۰۲ | ۰                                     | ۰                                     | ۰                                     | ۰                                     | ۰                                     | ۰                                     | ۰                                     | ۰                                     | ۰   |
| ۲۰۰۱ | ۴                                     | ۰                                     | ۰                                     | ۰                                     | ۰                                     | ۰                                     | ۰                                     | ۰                                     | ۴   |
| ۲۰۰۰ | ۰                                     | ۰                                     | ۰                                     | ۰                                     | ۰                                     | ۰                                     | ۰                                     | ۰                                     | ۰   |
| ۱۹۹۹ | ۱                                     | ۰                                     | ۰                                     | ۰                                     | ۰                                     | ۰                                     | ۰                                     | ۰                                     | ۱   |
| ۱۹۹۸ | ۰                                     | ۰                                     | ۰                                     | ۰                                     | ۰                                     | ۰                                     | ۰                                     | ۰                                     | ۰   |
| ۱۹۹۷ | ۱                                     | ۰                                     | ۰                                     | ۰                                     | ۰                                     | ۰                                     | ۰                                     | ۰                                     | ۱   |
| ۱۹۹۶ | ۵                                     | ۰                                     | ۰                                     | ۰                                     | ۰                                     | ۰                                     | ۰                                     | ۰                                     | ۵   |
| ۱۹۹۵ | ۳                                     | ۰                                     | ۰                                     | ۰                                     | ۰                                     | ۰                                     | ۰                                     | ۰                                     | ۳   |
| جمع  | ۳۱                                    | ۱                                     | ۰                                     | ۰                                     | ۰                                     | ۰                                     | ۰                                     | ۰                                     | ۳۲  |

## کناره‌گیری از انرژی هسته‌ای
در ۱۸ می سال ۲۰۰۳ مردم  لایحه کناره‌گیری از انرژی هسته‌ای را رد کردند، با اینحال
پس از فاجعه نیروگاه اتمی فوکوشیما در ژاپن، رئیس دپارتمان فدرال انرژی سوئیس، (DETEC) دوریس لوتارد در ۱۵ مارس ۲۰۱۱ روند پروژه ساخت سه نیروگاه دیگر در سوئیس را متوقف کرد.
در ۲۵ می ۲۰۱۱ شورای فدرال سوئیس، کناره‌گیری از انرژی هسته‌ای را پذیرفت و همچنین ابراز کرد که هیچ نیروگاه اتمی دوباره‌سازی نخواهد شد تا زمان خاموشی کامل آنها. درصورت رعایت این روند، سوئیس از ۲۰۱۹ تا ۲۰۳۴ از انرژی هسته‌ای کناره‌گیری خواهد کرد.

## گسگن ۲
در نهم ژوئن ۲۰۰۸ شرکت Kernkraftwerk Niederamt AG از دفتر فدرال انرژی سوئیس درخواست ساخت یک نیروگاه در منطقه نیدرآمت Niederamt که در همسایگی نیروگاه گسگن است نمود. با وجود استقلال کامل این دو نیروگاه از هم به‌خاطر نزدیکی آن‌دو، نیروگاه جدید را گسگن ۲ می‌نامند.